# Return to Ommadawn
Return to Ommadawn is een studioalbum van Mike Oldfield. Het is opgenomen in Nassau, woonplaats van de artiest.
Oldfield had al tijden het idee een opvolger te maken van zijn derde album getiteld Ommadawn. Een eerste poging liep uit op album Amarok, dat in zijn ogen tijdens het opnameproces steeds meer afweek van zijn oorspronkelijke idee van Ommadawn II. In oktober 2015 meldde Oldfield via Twitter dat het idee steeds definitievere vorm begon te krijgen. Vanaf dan hield Oldfield via Twitter en Facebook de buitenwereld op de hoogte van het proces met op 7 december 2016 de aankondiging dat het album 20 januari 2017 zou verschijnen via Virgin Records, dan onderdeel van EMI. Mike Oldfield speelde op het album alle muziekinstrumenten zelf. Het grotendeels instrumentale album werd gematigd positief ontvangen, mede omdat het voor wat techniek aansluit op zijn eerste drie albums uit de jaren zeventig, dat nog steeds gerekend wordt tot zijn beste periode. Binnen de progressieve rock was de ontvangst positiever dan gemiddeld. 

## Muziek
Het album heeft ook een indeling die verwijst naar de elpees van Oldfield uit de jaren zeventig.

| Nr. | Titel                       | Duur  |
| --- | --------------------------- | ----- |
| 1.  | Return to Ommadawn (part 1) | 21:10 |
| 2.  | Return to Ommadawn (part 2) | 20:57 |

## Hitnoteringen
Het album verkocht in de Europese landen goed, het haalde bijna overal de nationale albumlijsten. Uitschieters daarbij vormde de Duitssprekende landen, Hongarije en Spanje (nummer 1-positie). In Engeland haalde het een vierde plaats. Nederland en België lieten duidelijk mindere noteringen zien, respectievelijk 3 weken notering met hoogste plaats 28 en 8 weken notering met hoogste plaats 31.
Tubular Bells · Hergest Ridge · Ommadawn · Incantations · Platinum · QE2 · Five miles out · Crises · Discovery · The Killing Fields · Islands · Earth Moving · Amarok · Heaven's open · Tubular Bells II · The songs of distant earth · Voyager · Tubular Bells III · Guitars · The Millennium Bell · Tr3s lunas · Tubular Bells 2003 · Light + Shade · Music of the Spheres · Man on the Rocks · Return to Ommadawn ·